# Mónika Grábics
Mónika Grábics est une joueuse d'échecs hongroise née le 31 août 1976 à Budapest.  Championne de Hongrie en 1996, elle a obtenu le titre de grand maître international féminin en 2003.

## Compétitions par équipe
Mónika Grábics fut championne d'Europe parmi les filles de moins de 18 ans en 1994. La même année, elle fut classée 44e joueuse mondiale au classement mondial féminin de juillet 1994 avec un classement Elo de 2 325 points. En 1996, elle remporta le championnat de Hongrie féminin.
Elle participa à deux olympiades d'échecs féminines : en 1998 et en 2000, marquant 10,5 points en 17 parties (elle jouait à chaque fois au troisième échiquier) ; la Hongrie finit huitième en 1998 et sixième en 2000.
Elle a représenté la Hongrie lors de trois championnats d'Europe par équipe féminine de 1992 à 1999, marquant 10 points en 19 parties (la Hongrie finit sixième en 1997).
En 2004, elle remporta le tournoi féminin de Krk  en Croatie, au départage devant Regina Pokorna.